# Hirkania
Hirkania es un territorio ficticio de los relatos de fantasía de Robert E. Howard. 
Hirkania corresponde básicamente con Asia Central. A este extenso territorio pertenecen los reinos de Turán (Turquía antigua) y Khitai (China antigua). En general los hyrkanios se parecen a los turcos, mongoles, hunos, turanios y chinos. 
En el cómic de Marvel la contraparte femenina de Conan el bárbaro, Sonja la guerrera, proviene de Hirkania donde vivía con sus padres y hermanos hasta que su hogar fue atacado por bandoleros que mataron a su familia y la violaron. No obstante, el aspecto físico de los hyrkanios incluyendo a Red Sonja (que es pelirroja) en el cómic corresponde al de los blancos europeos. 